# فيليكا ليبيتيكا (كيرسونسكا)
فيليكا ليبيتيكا (Велика Лепетиха) هي مدينة في مقاطعة كيرسونسكا في أوكرانيا.
يبلغ عدد سكانها حوالي 9323   نسمة.